# Fort Gay
Fort Gay è un comune degli Stati Uniti d'America, situato nello Stato della Virginia Occidentale, nella contea di Wayne.